# Gorgoneion-Gruppe
Der Gorgoneion-Gruppe war eine mit einem Notnamen bezeichnete Gruppe antiker griechischer Vasenmaler, die ihre Werke im korinthisch-schwarzfigurigen Stil verzierten. Sie schuf ihre Werke während der Mittelkorinthischen Phase des Stils (etwa 600 bis 575 v. Chr.), ihre Werke werden etwa um 580 v. Chr. datiert. Der Gorgoneion-Gruppe verzierte vor allem Schalen und Kratere. Kennzeichnend und namensgebend für die Gruppe waren die Innenseiten der Schalen, die meist mit einem Gorgonenhaupt bemalt waren. Hauptmeister der Gruppe war der Kavalkade-Maler.